# Adesmia calycicomosa
Adesmia calycicomosa är en ärtväxtart som beskrevs av Arturo Erhardo Erardo Burkart. Adesmia calycicomosa ingår i släktet Adesmia och familjen ärtväxter. Inga underarter finns listade i Catalogue of Life.